# Turistická značená trasa 4220
 Turistická značená trasa 4220 je 5 km dlouhá zeleně značená trasa Klubu českých turistů v okrese Náchod spojující Polici nad Metují s Ostašem. Její převažující směr je severní. Trasa se nachází na území CHKO Broumovsko.

## Průběh trasy
Turistická trasa 4220 má svůj počátek v nadmořské výšce 439 m na náměstí v Polici nad Metují, kde přímo navazuje za zeleně značenou trasu 4222 přicházející z Božanovského špičáku. Zároveň tudy prochází červeně značená trasa 0404 z Broumova do Hronova a je tu výchozí žlutě značená trasa 7239 do Horního Dřevíče.
Trasa 4220 opouští Polici nad Metují severním směrem městskými ulicemi, kolem fotbalového hřiště a místní části Malá Ledhuje. Loukami vede kolem lyžařského vleku na jihozápadní okraj Bukovice, u bývalého mlýna přechází Dunajku a po pěšině stoupá zalesněnou strání po okraji pole. Pod osadou Ostaš se přimyká k silnici přicházející sem z Pěkova. V samotné osadě vede v krátkém souběhu na hlavní rozcestí s modře značenou trasou 1836 vedoucí z České Metuje na vrchol Ostaše. Na rozcestí tento souběh končí a začíná krátký souběh s červeně značenou trasou 0410 spojující Broumovské stěny s Adršpašskými skalami. Po jeho skončení klesá trasa 4220 do východního úbočí Ostaše do skalního města Kočičí skály, které prochází po celé jejich délce navíc s krátkou odbočkou ke sluji Českých bratří. Po průchodu skalami trasa 4220 v nadmořské výšce 590 m končí v místě zvaném Kočičí hrad bez návaznosti na žádnou další trasu.

## Turistické zajímavosti na trase
- Benediktinský klášter Police nad Metují
- Muzeum města Police nad Metují
- Kostel Nanebevzetí Panny Marie v Polici nad Metují.
- Kaple svatého Kříže na Ostaši
- Přírodní památka Kočičí skály
- Jeskyně Sluj Českých bratří